# Forte di Machaby
Il Forte di Machaby (pron. fr. AFI: [maʃabi]), arroccato sul promontorio di Machaby come avamposto del Forte di Bard, è una struttura militare risalente al XVII-XVIII secolo. Sorge nei pressi del Santuario di Notre-Dame-des-Neiges e dell'antico borgo di Machaby, nel comune di Arnad, ed è facilmente raggiungibile a piedi con una breve passeggiata di venti minuti percorrendo un tratto della strada militare ottocentesca. Trasformato negli anni duemila in struttura ricettiva dopo un lustro di restauri, è parzialmente visitabile al suo interno nei periodi di apertura dell'ostello e del Centro di Formazione Alpinistica.

## Storia

### Dal XVII al XIX secolo

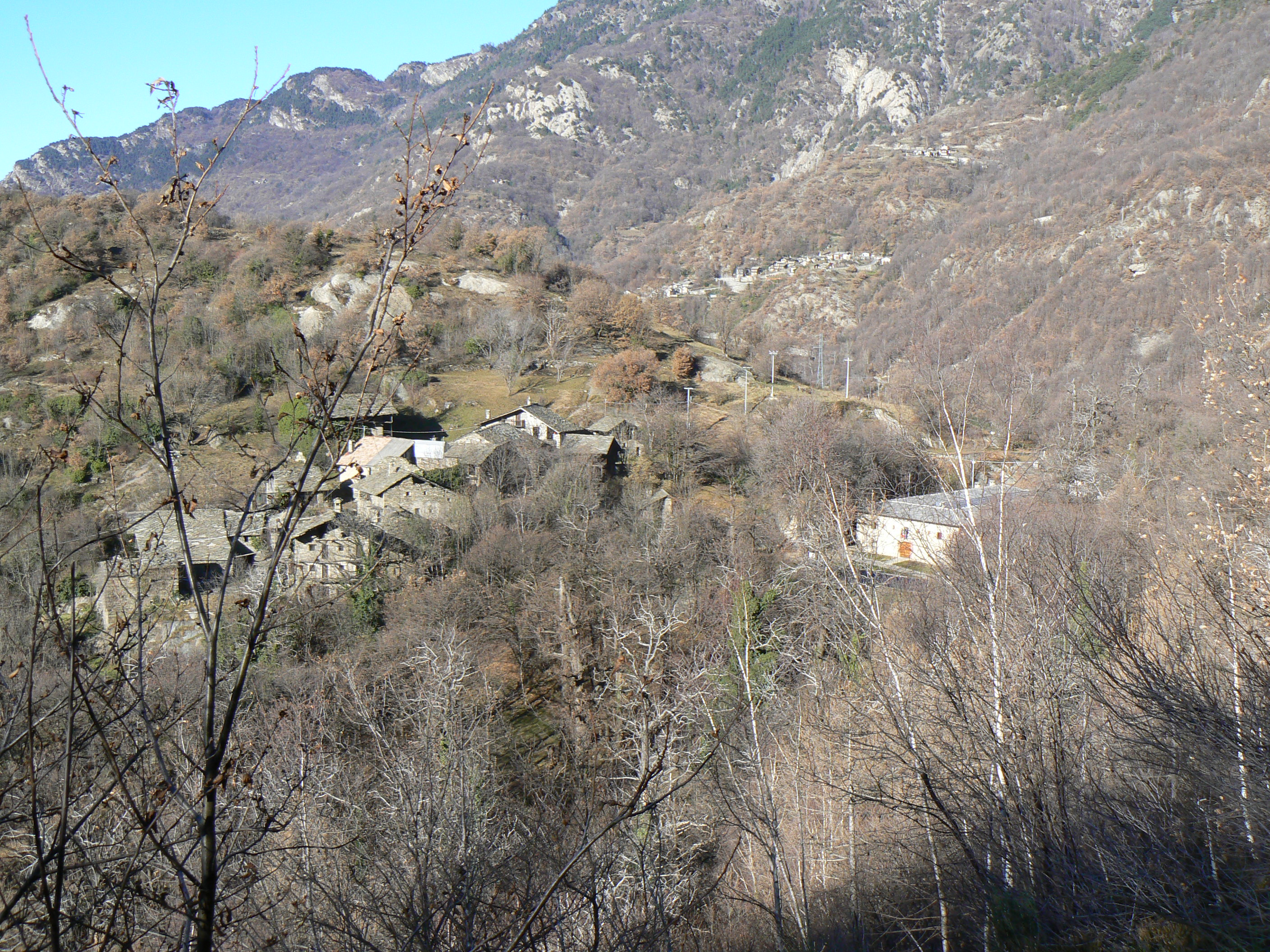
Vista d'insieme di Machaby, la caserma Lucini è sulla destra.

In posizione strategica per sorvegliare il territorio di Arnad e la valle della Dora Baltea, intorno al 1880-1885 il Genio militare costruì la caserma difensiva di Machaby sui resti di un forte militare risalente al XVII secolo. La caserma difensiva ospitava il presidio delle opere mentre, poco sopra, il Genio edificò la batteria del villaggio Lo Fort, detta Batteria di Machaby, dotata di 6 cannoni da 149 G, che serviva ad impedire alle truppe nemiche di aggirare il forte di Bard sul suo fianco più debole, quello destro.
Successivamente, il Genio costruì un'altra batteria sulla cima del Colle La Cou, anch'essa fornita di 6 cannoni da 149 G.

## XX secolo

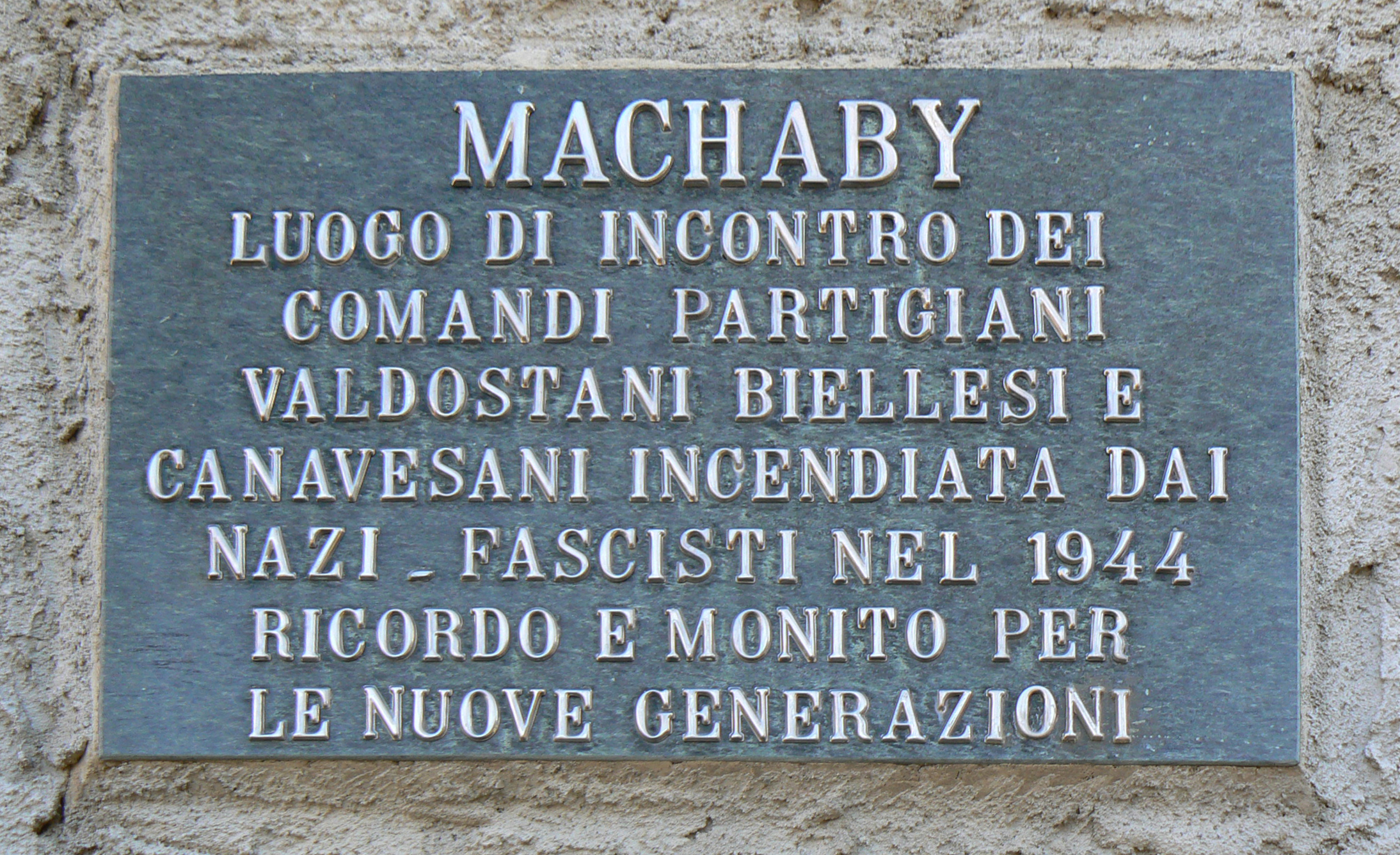
Lapide alla memoria dei partigiani

Il forte, a lungo sede logistica per i campi estivi di addestramento del Battaglione Alpini Aosta, venne successivamente abbandonato.
Le fortificazioni hanno lasciato una traccia nella memoria degli abitanti più anziani di Arnad, che in alcune testimonianze hanno raccontato come si svolgeva la vita quotidiana del forte nell'ultimo periodo di attività:
(Testimonianza di Bonel Luigia, n. 1906)
(Testimonianza di Rolland Gasparina, n. 1915)
Il forte venne acquistato nel febbraio del 1968 dal comune di Arnad, che lo rilevò dallo Stato italiano.

## XXI secolo

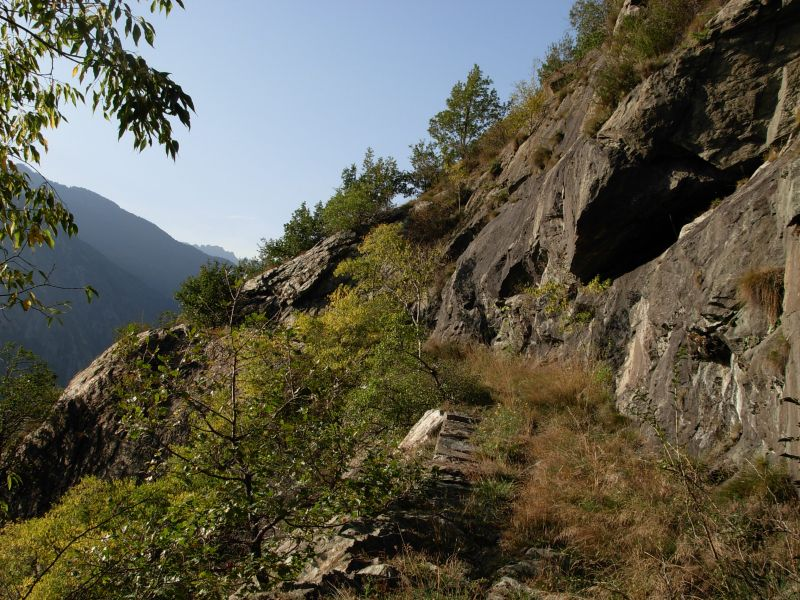
Suggestivo tratto della strada militare scavata nella roccia

Nel 2005 parte della strada militare ottocentesca, già abbandonata, è stata interessata da una frana che ha interrotto il collegamento con la strada statale 26 nei pressi di Arnad, a circa 500 m di quota. Non è stata interessato invece il tratto che collega la strada che dal Castello Vallaise conduce al santuario e a Machaby.
L'accurato restauro del forte, iniziato nell'inverno tra il 2005 e il 2006 e conclusosi nell'ottobre del 2010, è stato realizzato per volere del comune di Arnad per implementare il turismo in Bassa Valle. I lavori hanno comportato un impegno pari a un milione e 800.000, euro coperti al 20% dall'amministrazione comunale e per il restante da fondi regionali Fospi.
Con bando di gara la nuova struttura ricettiva all'interno del forte è stata affidata in gestione. La struttura ricettiva è stata inaugurata nel marzo 2012, permettendo l'apertura del forte per alcuni mesi all'anno.

## Architettura
Il complesso è composto dalla Caserma difensiva "Tenente Lucini", dalla batteria di Machaby e dalla Batteria del Colle La Cou.

### Caserma difensiva "Tenente Lucini"

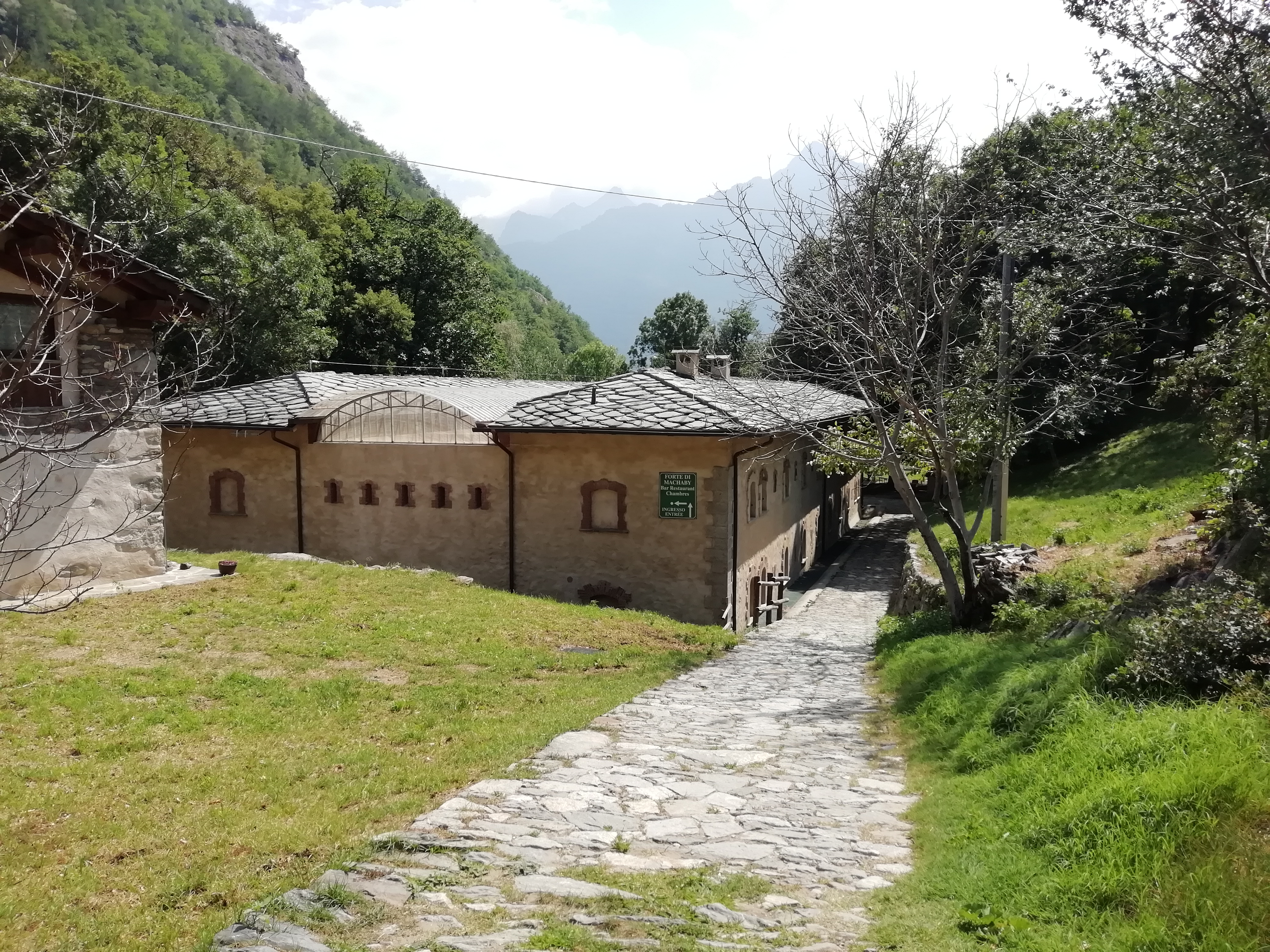
La caserma Lucini

La Caserma difensiva "Tenente Lucini" (717 m s.l.m.) è circondata da un bosco di castagni secolari e dagli anni duemiladieci è una struttura ricettiva con annesso ostello e Centro di Formazione Alpinistica, data la vicinanza alla palestra naturale di arrampicata di Machaby, la falesia detta il Paretone.
Durante il restauro degli anni 2000 l'architettura originaria è stata conservata laddove possibile, con l'aggiunta di un tetto in policarbonato trasparente a coprire il cortile interno e l'implementazione di fonti di energia rinnovabile funzionali alla struttura ricettiva che vi è stata impiantata, e che ora gode di un'autonomia energetica pari al 90% del suo fabbisogno: sono stati realizzati un impianto fotovoltaico, un impianto geotermico ed è stata usata la tecnica del recupero delle acque piovane.

#### Gli interni
Così viene descritta la caserma sulla rivista Environnement dopo il restauro: 

### Batteria Machaby

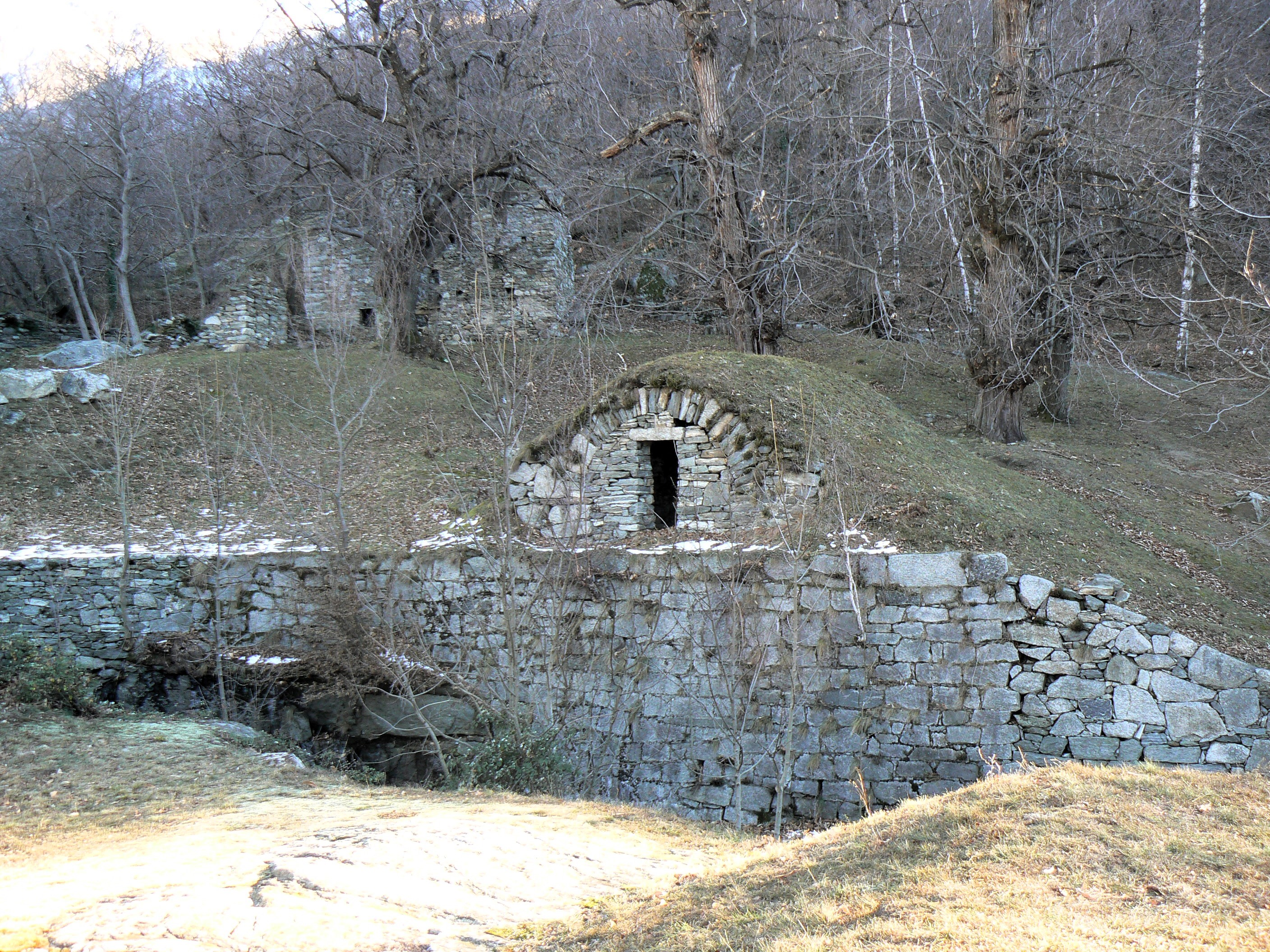
La Batteria Machaby

La Batteria Machaby (843 m s.l.m.), ormai in rovina, aveva i cannoni posizionati in piazzole a cielo aperto (in barbetta). Oltre alle piazzole si conservano un muro di controscarpa e l'ampio fossato.

### Batteria del Colle La Cou

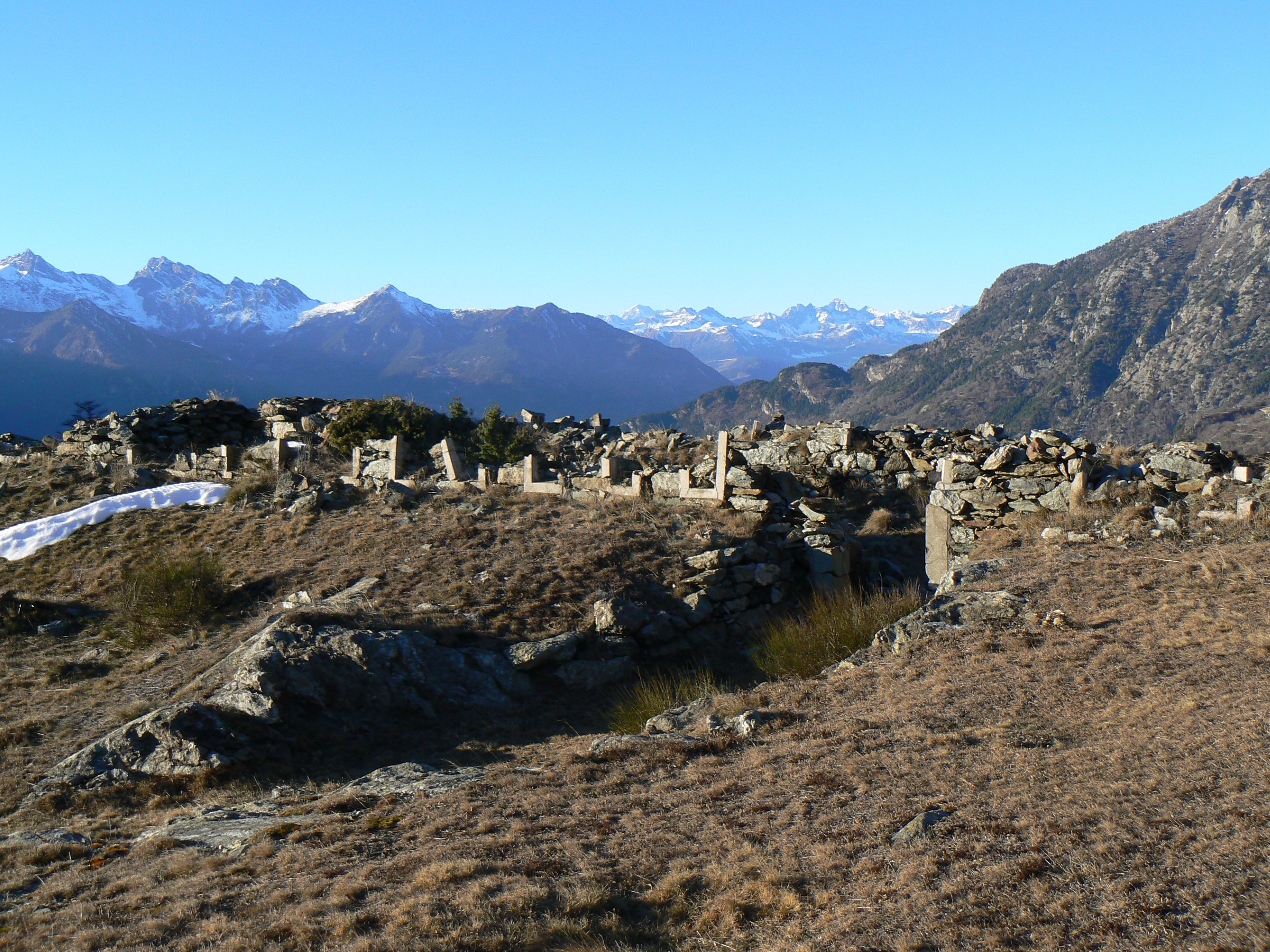
La Batteria del Colle La Cou

La Batteria del Colle La Cou (1425 m s.l.m.) è oggi praticamente distrutta. Si trova a un'ora e mezzo dalla Batteria Machaby procedendo lungo la mulattiera, sulla cima della Tête de Cou.
Si conservano solo pochi resti della batteria di cannoni in barbetta.